# Ipomagnesiemia
Con ipomagnesiemia si indica una concentrazione inferiore alla norma di magnesio nel sangue, che può o meno manifestarsi con segni e sintomi tipici di tale condizione.

## Sintomatologia
Fra i sintomi e i segni clinici ritroviamo vomito, anoressia, fascicolazioni e crampi muscolari, aritmie cardiache. In alcuni casi sono riscontrabili anche manifestazioni neurologiche, quali confusione mentale, disorientamento, allucinazioni e crisi epilettiche.

## Eziologia
Le cause sono di varia natura e comprendono sia forme di ridotto assorbimento (malnutrizione, malassorbimento) sia forme di aumentata perdita o escrezione.
- Alcolismo, per la malnutrizione e la diarrea ad esso associate
- Diarrea
- Ustioni
- Chetoacidosi diabetica
- Pancreatite
- Disidratazione

## Terapia
Il trattamento è farmacologico, con somministrazione di citrato di magnesio (e altri sali organici del magnesio, per esempio magnesio pidolato) per via orale; se necessario un trattamento più rapido o aggressivo, viene somministrato solfato di magnesio per via intravenosa.